# Coupe de France de football 1942-1943
Navigation
Coupe de France 1941-1942 Coupe de France 1943-1944
La Coupe Charles-Simon 1942-1943 est la vingt-sixième édition de la Coupe de France de football. Elle est remportée le 22 mai 1943 par l'Olympique de Marseille au stade Yves-du-Manoir de Colombes, après une première finale le 9 mai conclue par un match nul après prolongation.

## Résultat

### 5etour
Les matches du 5e tour se disputent le dimanche 22 novembre 1942,. En cas de match nul, un match d'appui a lieu le dimanche 29 novembre. À noter que si l'appellation 5e tour est utilisé au niveau national, il s'agit en réalité du 4e tour pour la zone Sud et la zone interdite. Au total, 76 rencontres sont programmées: 24 en zone Nord, 24 en zone Sud et 28 en zone interdite.

#### Zone Nord
| Division                  | Club                     | Score      | Club                       | Division                  |
| ------------------------- | ------------------------ | ---------- | -------------------------- | ------------------------- |
|                           | CA Lisieux               | 1 - 6      | AS Amicale                 | DE - Paris (D2)           |
| DH - Paris (D3)           | JA Saint-Ouen            | 1 - 2      | US Fécamp                  |                           |
| DH - Haute-Normandie (D2) | AL Déville-lès-Rouen     | 0 - 8      | Le Havre AC                | Division 1 - Nord (D1)    |
|                           | AS Vire                  | 1 - 0      | SM Caen                    | DH - Basse-Normandie (D2) |
| DH - Poitou (D2)          | Stade poitevin SC        | 2 - 1      | ES La Rochelle             | DH - Poitou (D2)          |
| DH - Anjou (D2)           | Angers SCO               | 3 - 1      | AS Bourse                  |                           |
| Division 1 - Nord (D1)    | Stade rennais UC         | 8 - 0      | AS Cheminots rennais       | PH - Bretagne (D3)        |
| DH - Bretagne (D2)        | Stade morlaisien         | 2 - 1      | Stade briochin UC          | DH - Bretagne (D2)        |
| PH - Bretagne (D3)        | Hermine concarnoise      | 1 - 2 a.p. | CAP Saint-Nazaire          | DH - Anjou (D2)           |
|                           | GS Marissel              | 5 - 1      | SC Essonne                 | DH - Paris (D3)           |
|                           | US Chantilly             | 1 - 4      | CO Aubervilliers           | DE - Paris (D2)           |
|                           | SC Chartres              | 0 - 1      | Stade français - CA Paris  | Division 1 - Nord (D1)    |
| DE - Paris (D2)           | US Le Vésinet            | 0 - 2      | Amiens AC                  | Division 1 - Nord (D1)    |
| Division 1 - Nord (D1)    | AS Troyes-Savinienne     | 6 - 1      | US Lagny                   | DH - Paris (D3)           |
| DH - Paris (D3)           | AS Palissy-Centre        | 2 - 1      | SC Choisy-le-Roi           | DE - Paris (D2)           |
|                           | CA Mantes-la-Jolie       | 0 - 2      | ASF Le Perreux-sur-Marne   | DH - Paris (D3)           |
| DE - Paris (D2)           | SO Charenton             | 0 - 1      | VS Chartres                | DH - Orléanais (D2)       |
| DH - Guyenne (D2)         | Bordeaux EC              | 3 - 0      | FC Libourne                | DH - Guyenne (D2)         |
| DH - Guyenne (D2)         | Stade montois            | 1 - 1      | ES Audenge                 | DH - Guyenne (D2)         |
| DH - Anjou (D2)           | Saint-Pierre de Nantes   | 1 - 0      | US La Roche-Rigault        | DH - Poitou (D2)          |
| DE - Paris (D2)           | Olympique de Saint-Denis | 3 - 2 a.p. | ASPTT Paris                |                           |
| DE - Paris (D2)           | ES Juvisy-sur-Orge       | 5 - 1      | AS Froncles                |                           |
| DH - Poitou (D2)          | AS Charentes             |            | AS Saintes                 | DH - Poitou (D2)          |
| DH - Bourgogne (D2)       | FC Gueugnon              |            | CA La Guerche-sur-l'Aubois |                           |
| Matches rejoués           |                          |            |                            |                           |
| DH - Guyenne (D2)         | ES Audenge               | 2 - 0      | Stade montois              | DH - Guyenne (D2)         |

#### Zone Sud
Les équipes de cette manche représentes différentes régions: Provence (15 équipes),  (10 équipes), Languedoc (9 équipes), Lyonnais (7 équipes), Dauphiné-Savoie (6 équipes), Auvergne (5 équipes) et Limousin (3 équipes). 9 d'entre elles ont le statut professionnel tandis que les 38 autres ont le statut amateur.
| Division              | Club                   | Score      | Club                       | Division                         |
| --------------------- | ---------------------- | ---------- | -------------------------- | -------------------------------- |
| DH - Limousin (D2)    | LB Châteauroux         | 1 - 3      | AS Montferrand             | DH - Auvergne (D2)               |
| DH - Lyonnais (D2)    | Côte-Chaude Sportif    | 3 - 0      | FC Scionzier               | DH - Savoie (D2)                 |
|                       | SC Toulon              | 5 - 0      | IFC Nice                   |                                  |
| DH - Provence (D2)    | Stade raphaëlois       | 6 - 0      | USM Saint-Loup Marseille   | District - Bouches-du-Rhône (D4) |
|                       | SC Draguignan          | 5 - 7      | OGC Nice                   | Division 1 - Sud (D1)            |
| Division 1 - Sud (D1) | Olympique de Marseille | 7 - 1      | FC Grasse                  |                                  |
| DH - Pyrénées (D2)    | SO Mazamet             | 3 - 5      | USA Perpignan              | Division 1 - Sud (D1)            |
| PH - Pyrénées (D3)    | Stade cadurcien        | 4 - 1      | SC La Réole                | District - Gironde (D4)          |
| DH - Pyrénées (D2)    | US Revel               | 0 - 2      | Bagnères-de-Luchon Sport   |                                  |
| DH - Languedoc (D2)   | AS Béziers             | 6 - 1      | CS Cheminot Nîmes          |                                  |
|                       | Montpellier AC         | 1 - 3      | Crédit Lyonnais Marseille  |                                  |
| DH - Lyonnais (D2)    | FC Bourg-Péronnas      | 1 - 2      | AS Saint-Étienne           | Division 1 - Sud (D1)            |
| DH - Pyrénées (D2)    | US Cazères             | 2 - 0      | JS Cugnaux                 | DH - Pyrénées (D2)               |
| Division 1 - Sud (D1) | Stade clermontois      | 3 - 1      | US Saint-Flour             | DH - Auvergne (D2)               |
| DH - Limousin (D2)    | RC Périgueux           | 5 - 2      | Entente Saint-Céré-Autoire | District - Lot (D4)              |
|                       | SO Gap                 | 1 - 2      | CA Château-Gombert         | DH - Provence (D2)               |
| DH - Provence (D2)    | AC Arles               | 4 - 1      | RC Agde                    | DH - Languedoc (D2)              |
| Division 1 - Sud (D1) | FC Grenoble            | 2 - 0      | AC Rive-de-Gier            | DH - Lyonnais (D2)               |
| Division 1 - Sud (D1) | AS Avignon             | 3 - 2      | SC Montpellier             |                                  |
|                       | RAC Nice               | 3 - 2 a.p. | Hyères FC                  | DH - Provence (D2)               |
| Division 1 - Sud (D1) | ESA Brive-la-Gaillarde | 5 - 1      | EDS Montluçon              | DH - Auvergne (D2)               |
| Division 1 - Sud (D1) | Lyon OU                | 5 - 1      | Valence sportif            |                                  |
| DH - Auvergne (D2)    | SC Vichy               | 4 - 2      | CO Saint-Chamond           | DH - Lyonnais (D2)               |
| DH - Savoie (D2)      | SO Chambéry            | 4 - 2      | RC Lons-le-Saunier         | DH - Lyonnais (D2)               |

#### Zone interdite
| Division                     | Club                           | Score | Club                       | Division                |
| ---------------------------- | ------------------------------ | ----- | -------------------------- | ----------------------- |
| Division 1 - Nord (D1)       | SC Fives                       | 2 - 0 | ASSB Oignies               | DH - Flandres (D2)      |
| DH - Franche-Comté (D2)      | US Delle                       | 1 - 2 | FC Sochaux-Montbéliard     | Division 1 - Nord (D1)  |
| Division 1 - Nord (D1)       | Excelsior de Roubaix-Tourcoing | Remis | US Corbie                  |                         |
| DH - Meurthe-et-Moselle (D2) | Stade lorrain                  | 1 - 0 | Avenir Neufchâteau-Rouceux | DH - Vosges (D2)        |
| DH - Lorraine (D2)           | CS Homécourt                   | 7 - 0 | AS Droitaumont             | DH - Lorraine (D2)      |
| DH - Vosges (D2)             | CS Le Thillot                  | 5 - 1 | FC Lunéville               |                         |
| DH - Meurthe-et-Moselle (D2) | FC Jarny                       | 2 - 1 | GS Neuves-Maisons          |                         |
|                              | ASC Mohon                      |       | Laon                       |                         |
|                              | US Deux-Vireux                 |       | FCO Charleville            |                         |
|                              | SC Le Cateau                   | 3 - 0 | AS Hautmont                |                         |
| DH - Flandres (D2)           | Denain AC                      | 3 - 1 | Cheminots Aulnoye          |                         |
|                              | US Valenciennes-Anzin          | 8 - 0 | SC Lourches                |                         |
|                              | RC Auby-Asturies               |       | AS Raismes                 |                         |
| DH - Flandres (D2)           | SC Douai                       | 3 - 4 | AS Sin-le-Noble            |                         |
|                              | stade orchésien                | 6 - 0 | Dechy-Sports               |                         |
|                              | Cheminots Hellemmes            | 3 - 1 | US Marquette               |                         |
|                              | US Liévin                      | 2 - 0 | ES Bully-les-Mines         | DH - Flandres (D2)      |
| DH - Flandres (D2)           | US Auchel                      | 2 - 0 | Stade béthunois            | DH - Flandres (D2)      |
|                              | PP Wingles                     | 2 - 4 | RC Arras                   | DH - Flandres (D2)      |
|                              | US Drocourt                    | 2 - 1 | CS Avion                   | DH - Flandres (D2)      |
| DH - Flandres (D2)           | Ruch Carvin                    | 1 - 2 | RC Roubaix                 |                         |
|                              | JA Armentières                 | 4 - 3 | US Wasquehal               |                         |
|                              | SC Hazebrouck                  | 0 - 8 | Olympique marcquois        |                         |
| DH - Flandres (D2)           | US Tourcoing                   | 3 - 0 | UO Halluin                 |                         |
|                              | US Saint-Pol-sur-Ternoise      | 1 - 2 | US Boulogne-sur-Mer        |                         |
| DH - Franche-Comté (D2)      | La Bousbotte Besançon          |       | FC Dole                    | DH - Franche-Comté (D2) |
|                              | US Belfort                     |       | SC Saint-Loup-sur-Semouse  |                         |

### 6e tour (seizièmes de finale)
Les matches du 6e tour se disputent le dimanche 13 décembre 1942.

#### Zone Nord
| Division               | Club                       | Score      | Club                     | Division               |
| ---------------------- | -------------------------- | ---------- | ------------------------ | ---------------------- |
| DH - Anjou (D2)        | CAP Saint-Nazaire          | 1 - 0      | Saint-Pierre de Nantes   | DH - Anjou (D2)        |
| Division 1 - Nord (D1) | Stade français - CA Paris  | 3 - 0      | Angers SCO               | DH - Anjou (D2)        |
|                        | AS Vire                    | 1 - 4      | US Le Mans               | Division 1 - Nord (D1) |
| Division 1 - Nord (D1) | Stade de Reims             | 5 - 2      | AS Amicale               | DE - Paris (D2)        |
| Division 1 - Nord (D1) | Le Havre AC                | 10 - 2     | US Fécamp                |                        |
| Division 1 - Nord (D1) | FC Rouen                   | 3 - 0      | CO Aubervilliers         | DE - Paris (D2)        |
| Division 1 - Nord (D1) | AS Troyes-Savinienne       | 3 - 0      | ASF Le Perreux-sur-Marne | DH - Paris (D3)        |
| Division 1 - Nord (D1) | Amiens AC                  | 4 - 1      | AS Palissy-Centre        | DH - Paris (D3)        |
| DH - Orléanais (D2)    | VS Chartres                | 5 - 1      | ES Juvisy-sur-Orge       | DE - Paris (D2)        |
| Division 1 - Nord (D1) | RC Paris                   | 6 - 0      | Stade poitevin SC        | DH - Poitou (D2)       |
|                        | CA La Guerche-sur-l'Aubois | 3 - 2      | CA Montreuil             |                        |
|                        | US Quevilly                | 4 - 1 a.p. | Olympique de Saint-Denis | DE - Paris (D2)        |
| Division 1 - Nord (D1) | Stade rennais UC           | 3 - 0      | Stade morlaisien         | DH - Bretagne (D2)     |
| DH - Guyenne (D2)      | Bordeaux EC                | 3 - 2      | AS Saintes               |                        |
| Division 1 - Nord (D1) | Girondins ASP Bordeaux     | 1 - 0      | ES Audenge               | DH - Guyenne (D2)      |
| Division 1 - Nord (D1) | Red Star Olympique         | 3 - 0      | GS Marissel              |                        |

#### Zone Sud
| Division              | Club                   | Score      | Club                      | Division              |
| --------------------- | ---------------------- | ---------- | ------------------------- | --------------------- |
| Division 1 - Sud (D1) | Olympique de Marseille | 8 - 2      | SC Toulon                 |                       |
| Division 1 - Sud (D1) | AS Cannes              | 4 - 0      | Crédit Lyonnais Marseille |                       |
|                       | Nîmes Olympique        | 4 - 0      | Stade raphaëlois          | DH - Provence (D2)    |
| Division 1 - Sud (D1) | AS Avignon             | 3 - 1      | FC Grenoble               | Division 1 - Sud (D1) |
| Division 1 - Sud (D1) | FC Sète                | 5 - 1      | AC Arles                  | DH - Provence (D2)    |
| Division 1 - Sud (D1) | OGC Nice               | 7 -1       | RAC Nice                  |                       |
| Division 1 - Sud (D1) | Lyon OU                | 2 - 0      | AS Montferrand            | DH - Auvergne (D2)    |
| Division 1 - Sud (D1) | Stade clermontois      | 3 - 0      | SC Vichy                  | DH - Auvergne (D2)    |
| Division 1 - Sud (D1) | AS Saint-Étienne       | 4 - 0      | Côte-Chaude Sportif       | DH - Lyonnais (D2)    |
| Division 1 - Sud (D1) | USO Montpellier        | 4 - ?      | AS Béziers                | DH - Languedoc (D2)   |
| Division 1 - Sud (D1) | USA Perpignan          | 3 - 0      | Olympique alésien         | Division 1 - Sud (D1) |
| Division 1 - Sud (D1) | FC Annecy              | 4 - 3      | SO Chambéry               | DH - Savoie (D2)      |
| Division 1 - Sud (D1) | Toulouse FC            | 4 - 2      | Bagnères-de-Luchon Sport  |                       |
| Division 1 - Sud (D1) | ESA Brive-la-Gaillarde | 7 - 4      | RC Périgueux              | DH - Limousin (D2)    |
| DH - Provence (D2)    | CA Château-Gombert     | 3 - 2 a.p. | AS Monaco                 |                       |
| DH - Pyrénées (D2)    | US Cazères             | 3 - 1      | Stade cadurcien           |                       |

#### Zone interdite
| Division                     | Club                           | Score      | Club                  | Division                     |
| ---------------------------- | ------------------------------ | ---------- | --------------------- | ---------------------------- |
|                              | FCO Charleville                | 4 - 1      | SC Le Cateau          |                              |
| Division 1 - Nord (D1)       | FC Sochaux-Montbéliard         | 10 - 0     | US Belfort            |                              |
| DH - Meurthe-et-Moselle (D2) | Stade lorrain                  | 5 - 4 a.p. | CS Le Thillot         | DH - Vosges (D2)             |
| DH - Lorraine (D2)           | CS Homécourt                   | 1 - 0      | FC Jarny              | DH - Meurthe-et-Moselle (D2) |
| Division 1 - Nord (D1)       | RC Lens                        | 32 - 0     | RC Auby-Asturies      |                              |
| Division 1 - Nord (D1)       | SC Fives                       | 3 - 1      | RC Arras              | DH - Flandres (D2)           |
| DH - Flandres (D2)           | ES Bully-les-Mines             | 2 - 0      | US Valenciennes-Anzin |                              |
| Division 1 - Nord (D1)       | Excelsior de Roubaix-Tourcoing | 2 - 0      | US Boulogne-sur-Mer   |                              |
|                              |                                |            |                       |                              |
|                              |                                |            |                       |                              |
|                              |                                |            |                       |                              |
|                              |                                |            |                       |                              |
|                              |                                |            |                       |                              |
|                              |                                |            |                       |                              |
|                              |                                |            |                       |                              |
|                              |                                |            |                       |                              |

### Huitièmes de finale
Les matches des huitièmes de finale se disputent le dimanche 10 janvier 1942. En cas de match nul, un match d'appui a lieu le dimanche 17 janvier.
| Zone interdite                   | Zone occupée                   | Zone libre                      |
| -------------------------------- | ------------------------------ | ------------------------------- |
| Fives 3-1 Charleville            | Bordeaux EC 3-1 Rennes         | Saint Etienne 6-0 Annecy        |
| Homécourt 3-1 Stade Lorrain      | St Nazaire 0-4 Girondins ASP   | Avignon 3-2 Lyon OU             |
| Bully 1-1 puis 0-9 RC Lens       | Le Havre 3-2 Quevilly          | Brive 3-1 Clermont Ferrand      |
| OIC Lille 3-1 Stade Orchésien    | US Le Mans 6-1 VS Chartres     | Olympique de Marseille 1-0 Nice |
| ASC Mohonnais 2-1 AS Sinoise     | RCF 2-1 AS Troyenne Savinienne | Montpellier 8-1 CA Gombertois   |
| Excelsior AC Roubaix 4-1 Bruay   | Reims 2-3 Stade CA Paris       | Nîmes 2-1 Cannes                |
| Auchel 2-3 RC Roubaix            | Rouen 4-0 Amiens               | USA Perpignan 1-0 Toulouse      |
| Besançon 0-1 Sochaux Valentigney | Red Star 7-0 Montreuil         | Sète 1-0 Cazères                |

### Quarts de finale
| Zone interdite                        | Zone occupée                  | Zone libre                         |
| ------------------------------------- | ----------------------------- | ---------------------------------- |
| Fives 2-4 RC Lens                     | Girondins ASP 6-2 Bordeaux EC | SO Montpellier 0-0 puis 3-5 Brive  |
| Homécourt 3-5 OIC Lille               | Stade CA Paris 2-0 RCF        | Olympique de Marseille 4-2 Avignon |
| Excelsior AC Roubaix 5-1 AC Mohonnais | Rouen 2-1 Le Havre            | Nîmes 1-0 Sète                     |
| Sochaux Valentigney 2-1 RC Roubaix    | Red Star 4-0 US Le Mans       | USA Perpignan 2-0 Saint Etienne    |

### Demi-finales
| Zone interdite                     | Zone occupée                         | Zone libre                                 |
| ---------------------------------- | ------------------------------------ | ------------------------------------------ |
| RC Lens 5-0 Sochaux Valentigney    | Red Star Olympique 1-2 Girondins ASP | Olympique de Marseille 3-0 Nîmes Olympique |
| Excelsior AC Roubaix 1-4 OIC Lille | Stade CA Paris 4-0 FC Rouen          | USA Perpignan 4-1 ESA Brive                |

### Finales de zone
Les finales de zone ont eu lieu le 3 avril, le match rejoué le 18 avril 1943.

#### Zone interdite
| Dom.      | Score | Ext.    |  |
| --------- | ----- | ------- |  |
| OIC Lille | 0 - 2 | RC Lens |  |

#### Zone occupée
| Équipe 1       | Score | Équipe 2       |        |
| -------------- | ----- | -------------- | ------ |
| Stade CA Paris | 0 - 0 | Girondins ASP  |        |
| Girondins ASP  | 6 - 3 | Stade CA Paris | rejoué |

#### Zone libre
| Équipe 1               | Score | Équipe 2      |  |
| ---------------------- | ----- | ------------- |  |
| Olympique de Marseille | 3 - 0 | USA Perpignan |  |

### Finale interzones
La finale interzones a eu lieu le 2 mai 1943.
| Équipe 1      | Score | Équipe 2 |  |
| ------------- | ----- | -------- |  |
| Girondins ASP | 2 - 1 | RC Lens  |  |

### Finale

#### Première finale
| Clubs                  | Olympique de Marseille - Girondins ASP |
| Score                  | 2 - 2 (1 - 0 ; 2 - 2) après prolongation |
| Date                   | 9 mai 1943 |
| Stade                  | Stade olympique Yves-du-Manoir, Colombes 32 005 spectateurs |
| Arbitre                | Victor Sdez |
| Buts                   | Pironti (4e) et Robin (55e) pour Marseille Patrone (csc, 56e) et Persillon (82e) pour les Girondins |
| Olympique de Marseille | Jacques Delachet - Paul Patrone, Joseph Gonzales - Jean Veneziano, Jean Bastien, Franz Olejniczak - Georges Dard, Roger Scotti, Emmanuel Aznar (cap.), Jean Robin, Félix Pironti Entraîneur : Joseph Gonzales                |
| Girondins ASP          | André Gérard (cap.) - Michel Homar, Michel Normand - Nordine Ben Ali, Francisco Mateo, Saïd Ben Arab - Alphonse Rolland, Ahmed Nemeur, Santiago Urtizberea, René Persillon, Henri Arnaudeau Entraîneur : Santiago Urtizberea |

#### Seconde finale
| Clubs                  | Olympique de Marseille - Girondins ASP |
| Score                  | 4 - 0 (1 - 0) |
| Date                   | 22 mai 1943 |
| Stade                  | Stade olympique Yves-du-Manoir, Colombes 32 212 spectateurs - Recette : 1 008 425 F |
| Arbitre                | Victor Sdez |
| Buts                   | Aznar (32e et 62e), Dard (56e) et Pironti (78e) pour Marseille |
| Olympique de Marseille | Jacques Delachet - Paul Patrone, Joseph Gonzales - Jean Veneziano, Jean Bastien, Franz Olejniczak - Georges Dard, Roger Scotti, Emmanuel Aznar (cap.), Jean Robin, Félix Pironti Entraîneur : Joseph Gonzales                 |
| Girondins ASP          | André Gérard (cap.) - Michel Homar, Michel Normand - Nordine Ben Ali, Francisco Mateo, Saïd Ben Arab - Alphonse Rolland, René Persillon, Santiago Urtizberea, Claude Pruvot, Henri Arnaudeau Entraîneur : Santiago Urtizberea |

## Sources externes
- Histoire de la Coupe de France 1942-43 par om4ever.com